# Isabelo de los Reyes jr.

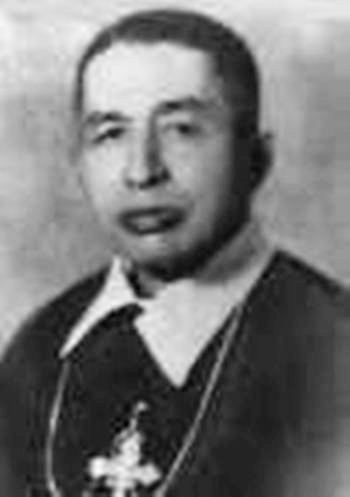
Isabelo de los Reyes jr.

Isabelo Valentin de los Reyes jr. (Madrid, 14 februari 1900 - 10 oktober 1971) was een Filipijns geestelijke en leider van de Iglesia Filipina Independiente van 1946 tot zijn dood in 1971.

## Biografie
Isabelo de los Reyes jr. werd geboren op 12 februari 1900 in de Spaanse hoofdstad Madrid. Hij was een van de negen kinderen van Isabelo de los Reyes sr. en zijn tweede vrouw, de Spaanse Angela Lopez Montero. Zijn vader stichtte in 1902, samen met Gregorio Aglipay de Iglesia Filipina Independiente. Nadat zijn moeder in 1910 in Japan overleed, keerde De Los Reyes terug in de de Filipijnen, waar hij studeerde aan het seminarie van Vigan. Later zou hij nog gestudeerd hebben aan de Ateneo de Manila University. Deze opleiding heeft hij in ieder geval nooit afgemaakt. De los Reyes werd, tegen de zin van zijn vader, zeeman en reisde naar Europa. 
Na terugkeer werd hij priester in de Iglesia Filipina Independiente en anderhalf jaar later werd De los Reyes benoemd tot bisschop. In 1931 en in 1934 vergezelde hij de Obispo Maximo (leider van de kerk) Gregorio Aglipay tijdens reizen naar Europa. Toen de nieuwe kerkleider Santiago Fonacier in 1946 werd Fonacier afgezet als Obispo Maximo, koos de algemene vergadering De los Reyes tot Obispo Maximo. Deze positie bekleedde hij tot aan zijn dood in 1971.
De los Reyes overleed in 1971 op 71-jarige leeftijd  en werd begraven in de Maria Clara Church.